# Лауренс де Плус
Лауренс де Плус (хол. Laurens De Plus; 4. септембар 1995) белгијски је професионални бициклиста који тренутно вози за UCI ворлд тур тим — Инеос гренадирс. По једном је освојио Бинкбанк тур и златну медаљу у екипном хронометру на Свјетском првенству. Његов млађи брат Јаспер де Плус је такође професионални бициклиста.
Јуниорску каријеру је почео у тиму Лото—судал до 23 године, али је 2016. прешао у Етикс—Квкк-степ, гдје је почео професионалну каријеру и 2017. је возио своју прву гранд тур трку — Ђиро д’Италију. Са тимом је 2018. освојио екипни хронометар на Свјетском првенству и завршио је првенство Белгије у вожњи на хронометар на четвртом мјесту. Године 2019. прешао је у Јумбо—визму и прве сезоне је возио Тур де Франс, гдје је радио за Стивена Кројсвајка који је завршио на трећем мјесту, а у финишу сезоне је освојио Бинкбанк тур. Године 2021. прешао је у Инеос гренадирс, са којим је завршио Гран при Мигел Индураин трку на десетом мјесту.
Године 2023. возио је Ђиро д’Италију, што му је била прва гранд тур трка од Тура 2019. На Ђиру је радио за Герента Томаса и завршио је на десетом мјесту, док је Томас завршио на другом мјесту.